# Cittadella Nuova
La Cittadella Nuova, oggi chiamata Giardino di Scotto o più semplicemente Giardino Scotto, è un'antica fortezza di Pisa.
Chiamata "nuova" per distinguerla dalla Cittadella più vecchia e rivolta al mare, essa si trova all'estremo opposto della cinta muraria pisana, in Lungarno Fibonacci, sulla riva meridionale del fiume Arno, tra il ponte della Vittoria e quello della Fortezza.

## Storia
Fu costruita a partire dal 1440 durante la prima dominazione fiorentina. A seguito della rivolta pisana e degli scontri precedenti la seconda conquista della città, la fortezza fu danneggiata e in seguito ristrutturata dall'architetto Giuliano da Sangallo.
In questa nuova ristrutturazione si tenne conto delle nuove armi utilizzanti la polvere da sparo. Si tratta di uno dei primi esempi in Italia.
Al centro dei bastioni della fortificazione della Cittadella Nuova, si trova oggi un ampio giardino realizzato agli inizi del XIX secolo dall'architetto Giovanni Caluri per l'armatore procidano Domenico Scotto.
La famiglia Scotto, dopo aver acquistato nel 1798 la fortezza, che il granduca Leopoldo I di Toscana aveva messo in vendita, diede infatti avvio ai lavori per la costruzione di un palazzo corredato da un ampio spazio verde. La tradizione vuole che il gigantesco platano, che troneggia in mezzo al giardino, fosse stato piantato in occasione di uno spettacolo teatrale di Carlo Goldoni; in realtà quando il giardino è stato acquistato, il Goldoni era già morto.
Negli anni trenta del secolo scorso l'area diventa giardino pubblico comunale ed è usata per mostre, rappresentazioni teatrali, concerti e come cinema all'aperto durante il periodo estivo, ruolo che ha mantenuto fino ai giorni nostri.
Nel 2008 a seguito di una situazione sempre più evidente di degrado, il Giardino Scotto è stato in gran parte ristrutturato con un rinnovamento del suo arredo.
Dopo un restauro di poco più di un anno, il 24 marzo 2023 sono stati riaperti i camminamenti interni ed esterni del lato est della cittadella con accesso dalla torre Sant'Antonio.

## Scavi archeologici nell'area di palazzo Scotto a Pisa

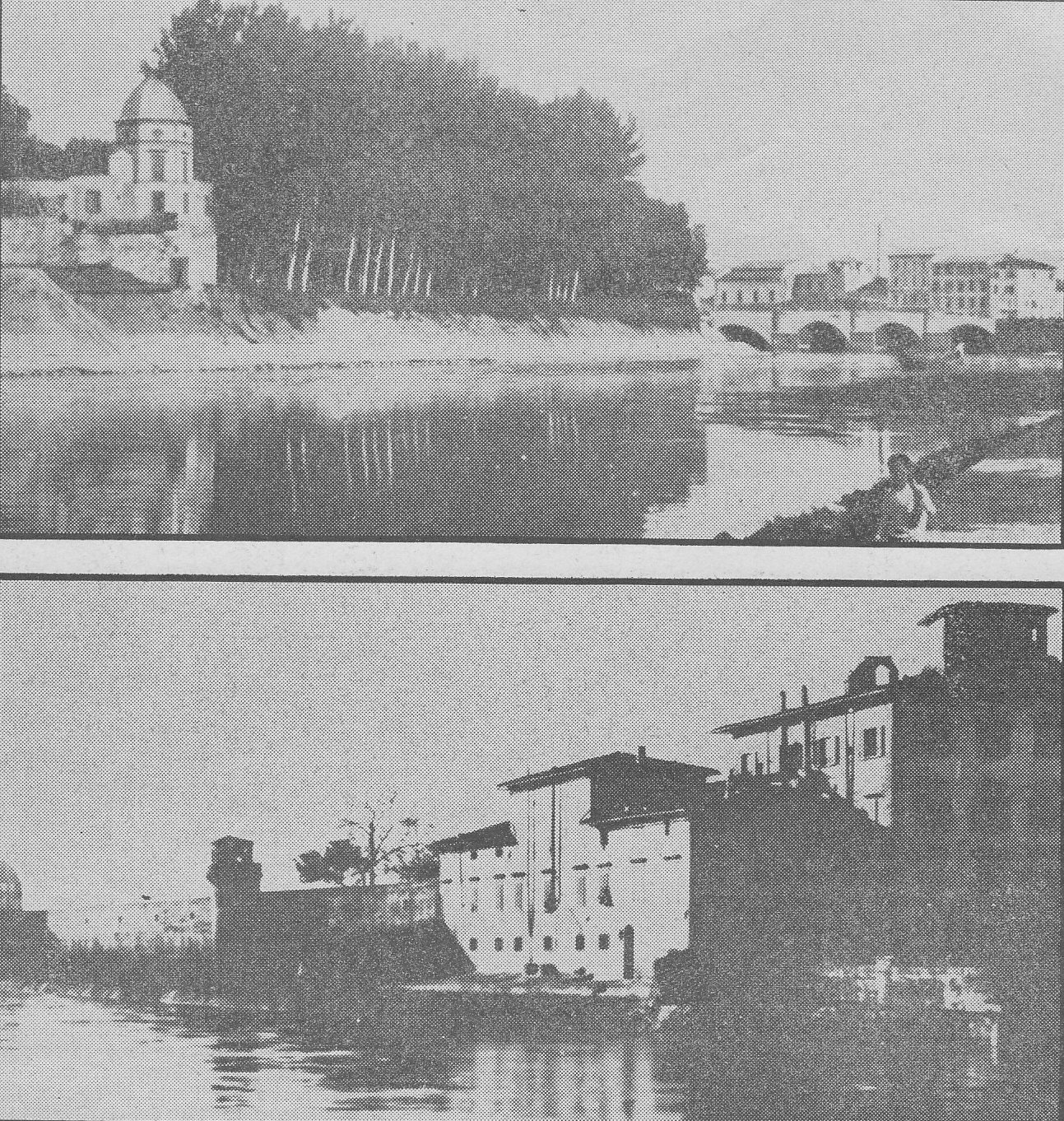
Due immagini del Giardino Scotto quando ancora si affacciava sull'Arno

All'inizio degli anni 2000 sono stati condotti vari studi sulla zona di palazzo Scotto, in seguito a lavori di ricostruzione dei volumi del palazzo. Gli scavi interessarono una vasta area (1000 m2) compresa tra il lungarno Galilei e il lungarno Fibonacci.
Si trattò di un'operazione molto importante in quanto permise di riportare alla luce una porzione dell'antica città di Pisa e la sua evoluzione a partire dall'epoca pre-romana fino ai giorni nostri.
Gli scavi furono condotti in concomitanza con i lavori edili e si cercò dunque di trovare dei compromessi tra i due cantieri per evitare intralci da entrambe le parti.

### Dall'età preromana alla conquista fiorentina
I dati riferibili alle epoche più antiche sono relativamente pochi, infatti solo a partire dal medioevo è stato possibile ricostruire più precisamente le vicende che interessarono questa zona.
In una fase precedente l'epoca romana l'intera area era completamente sommersa dall'Arno e dunque inadatta a qualsiasi tipo di insediamento.
In epoca romana venne realizzata una struttura non ben identificabile, forse un approdo, di cui rimane un pavimento in coccioppesto, poi distrutto nell'Alto medioevo.
Alla fine dell'XI secolo venne costruita la chiesa di Sant'Andrea e San Vincenzo, che diventerà il fulcro principale per la creazione di una parrocchia e di un quartiere molto ricco. Questa chiesa e l'annesso quartiere vennero realizzati dopo una fase di abbandono nell'Alto medioevo come dimostra il fatto che la chiesa venne impiantata direttamente sulle strutture romane e tardoantiche. Per realizzare l'intero complesso venne formato un terrapieno di circa 2,50 m, che aveva anche la funzione di arginare l'Arno in modo che non esondasse.
Le indagini archeologiche del 2003-2005 hanno riportato alla luce la porzione nord-occidentale della chiesa. L'edificio, orientato est-ovest, presentava un unico ambiente con tre ingressi e un tetto a doppio spiovente; il pavimento era molto semplice, costituito da ciottoli fluviali, e le pareti interne risultavano intonacate e, forse, dipinte, come dimostrano alcune tracce di colore rinvenute alla base dei muri. In seguito all'alluvione dell'Arno del 1333 si dovette procedere all'innalzamento del piano di calpestio esterno, testimoniato da una soglia in arenaria e due gradini aggiunti all'impianto originario.
Dallo scavo fu possibile, inoltre, confermare che la cosiddetta Torre di Sant'Antonio, inserita nelle mura meridionali della futura cittadella (oggi all'ingresso del Giardino Scotto), era in origine il campanile della chiesa di Sant'Andrea.
Sul lato settentrionale dell'edificio ecclesiastico fu individuato un piccolo cimitero con nove sepolture in fossa terragna alternate ad alberi, che sembrano confermare la presenza di un “cimitero pomario” tipico dei complessi monastici, dove le sepolture si trovavano in un vero e proprio giardino e gli alberi rappresentavano simbolicamente la rinascita, nell'ottica cristiana di una vita dopo la morte.
La costruzione della chiesa portò alla formazione in questa zona di un quartiere molto prospero che con il passare del tempo divenne la zona più ricca di Pisa. Tra XII e XIII secolo vi fu una fiorente attività edilizia che permise la costruzione di vari edifici tra cui un ospedale, un monastero, case per circa 90 famiglie e una serie di botteghe soprattutto di vasai, come dimostra l'utilizzo dagli inizi del Duecento del termine Baractularia per riferirsi alla chiesa di Sant'Andrea e all'intera zona. Il termine Baractularii si riferisce ai ceramisti pisani che producevano tipologie specializzate di vasi “i barattoli”, termine che poi venne esteso alla produzione di tutte le altre tipologie di ceramiche.
Questa non era l'unica attività artigianale nella zona, infatti nei pressi della chiesa è stato scoperto un atelier di campanai. Tale ritrovamento fu importantissimo in quanto, di solito, nel medioevo i campanai erano degli artigiani itineranti che si spostavano di città in città in cerca di lavoro e una volta terminato il loro compito smantellavano tutto per dirigersi in un altro luogo. Non avevano dunque un impianto stabile, che era invece indicatore di una grande ricchezza, poiché significava che, nel luogo dove questo sorgeva, c'era abbastanza denaro per commissionare dei lavori ad artigiani specializzati.
La bottega (attiva dal 1330) fu attribuita ad Andrea Benciveni e alla sua famiglia da una serie di documenti relativi a quel periodo e confermata dal ritrovamento, negli ambienti che erano adibiti alla fusione, di un frammento di ceramica su cui fu graffita, una campana con all'interno il nome di Benciveni. L'atelier occupava una superficie molto ampia, infatti esso si estendeva su circa 750 m2 dei 1000 m2 di cui è costituito lo scavo. Archeologicamente, essendo stato tutto il quartiere distrutto per far posto alla cittadella fiorentina, non è rimasta alcuna traccia degli edifici appartenenti all'atelier eccetto le fosse di gettata delle campane. Le fosse furono realizzate direttamente nella sabbia e rivestite con mattoni di reimpiego, legati tra di loro con argilla, e collegate da un lungo condotto ad una camera ellittica dove avveniva la cottura. Inoltre fu ritrovata l'impronta circolare dello stampo argilloso della campana, che permise di stabilire che l'atelier produceva delle campane di limitata grandezza (circa di diametro).
L'intero complesso venne smantellato durante gli anni '30 del XV secolo, dopo che la città di Pisa venne conquistata dai fiorentini (1406), i quali distrussero la chiesa, le botteghe e le case per costruire un'imponente fortezza, simbolo del loro potere.

### La conquista fiorentina e le due fortezze
Tra il 1440 e il 1470, su progetto del Brunelleschi, fu edificata la fortezza nuova fiorentina nell'area fino ad allora occupata dalla parrocchia di Sant'Andrea in Chinzica. In questo panorama, sia il ponte della Spina (poi ponte della Fortezza) sia il ponte a Mare erano posti sotto diretto controllo militare. Per la realizzazione di questo ambizioso progetto furono rasi al suolo la chiesa di Sant'Andrea, con l'ospedale e il monastero annessi, e le abitazioni di circa 90 famiglie, nonché le attività produttive presenti nell'area. La fortezza, costruita quasi interamente con materiali di reimpiego, era costituita da due capisaldi, la rocca di San Marco (meridionale) con un ampio torrione quadrangolare, e un fortilizio chiuso da alte mura e sormontato da un torrione circolare (settentrionale); a separazione fra le due strutture era un vasto spazio fortificato che ospitava la nuova chiesa di Sant'Andrea e alcuni edifici di servizio. L'intera cittadella era circondata da un fossato, attraversabile tramite un ponte levatoio.

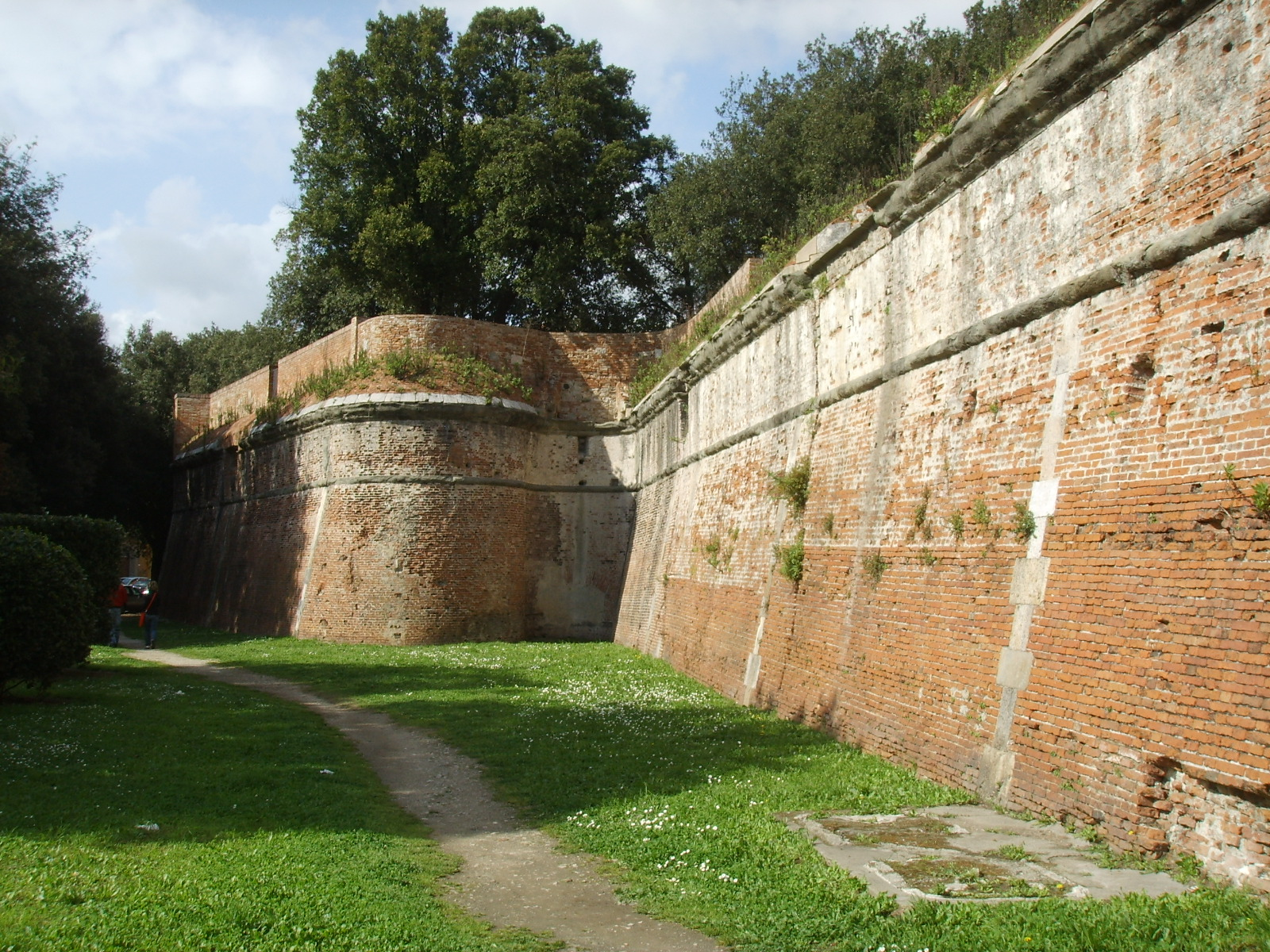
Il caratteristico Bastione Sangallo

Distrutta parzialmente dai pisani durante la rivolta cittadina nel 1495, nel 1509 (anno della riconquista fiorentina di Pisa) la struttura fortificata venne modificata ad opera di Giuliano da Sangallo e da Antonio da Sangallo il Vecchio (quest'ultimo si occupò anche della costruzione della Fortezza Vecchia di Livorno), e prese il nome di Cittadella Nuova. Comuni ad entrambi gli edifici (Fortezza Vecchia di Livorno e Cittadella di Pisa) erano alcuni accorgimenti architettonici particolari, come le cortine laterizie e le liste verticali di marmo. La nuova struttura prevedeva due distinte fortificazioni collegate fra loro da un unico bastione, andando così a costituire un ampio recinto fortificato. Il caposaldo meridionale era costituito da una struttura quadrangolare con tre puntoni angolari. Il baluardo settentrionale (detto anche “della cisterna”) si articolava attorno ad uno spazio aperto, la “piazza del corpo di guardia”, che ospitava, oltre appunto alla cisterna, i resti di un torrione circolare quattrocentesco ed un lungo edificio con funzioni residenziali (per il cantiniere, per l'oste e per qualche soldato), all'osteria e ad una casamatta con cannoniera. Durante la costruzione, Sangallo fu ripetutamente accusato di perdere tempo in dettagli e ornamenti piuttosto che concentrarsi sull'aspetto pratico.
La fortezza del Sangallo fu ristrutturata nella parte a sud del bastione della cisterna verso la metà del XVI secolo per realizzare una nuova struttura muraria; nel corso del 1600 fu ricostruita la cortina muraria sul lato est, insieme con l'edificazione di uno stradello in laterizi all'interno del baluardo della cisterna. Le modalità costruttive dei cantieri del XVI e XVII erano molto diverse rispetto a quelle dei primi architetti: furono realizzate delle murature che non rispondevano ad un gusto estetico, ma solo ad esigenze statiche e funzionali.

### Dalla fortezza al palazzo (1781-1943)

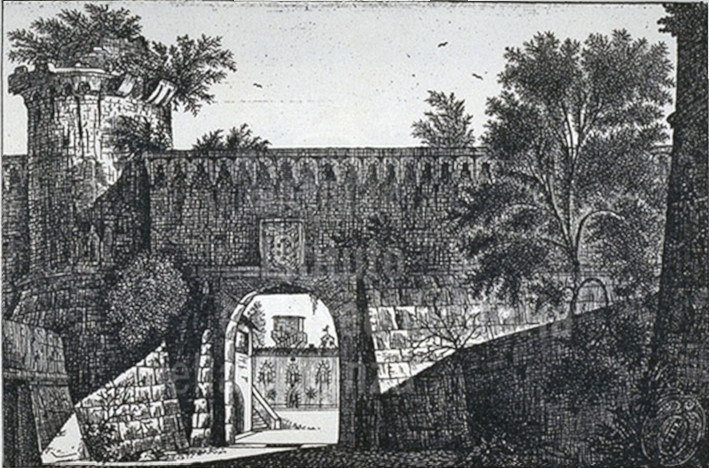
Come appariva la fortezza in una incisione contenuta nell'opera "Raccolta di XII vedute della città di Pisa, disegnate, incise ed illustrate da Bartolomeo Polloni" del 1834

Nel 1781 la fortezza venne smilitarizzata e si iniziò a demolire il Baluardo; l'area venne messa in vendita e fu acquistata dalla famiglia Chiesa, che tra il 1785 e il 1787 fece edificare i primi due piani dell'edificio che diventerà Palazzo Scotto. Per prima cosa si creò un vasto piano di cantiere che coprì tutto lo spazio interno al Baluardo: l'osteria venne rasa al suolo e il materiale edilizio di risulta, frammentato, servì da base per la pavimentazione della piazza; il bastione meridionale venne rasato, così come le strutture legate al pozzo e alla scalinata.
Nel 1792, poco dopo il completamento del palazzo a due piani, Pietro Chiesa morì, costringendo la sua vedova a vendere il terreno con il recente edificio. L'acquirente, Domenico Scotto, di una ricca famiglia di mercanti, proseguì i lavori per realizzare il piano superiore e, all'inizio dell'Ottocento, fece eseguire degli affreschi dal pittore Luigi Ademollo, purtroppo andati perduti. Terminata la costruzione dell'edificio, si passò alla realizzazione del giardino al centro del quale sorse una grande aiuola rettangolare ad angoli smussati in laterizi. All'interno del palazzo al piano terra, si costruì un lavatoio.

Agli inizi del XIX secolo venne eretto sul lato orientale del palazzo un edificio che scavalcava la via di accesso al giardino (via della Fortezza) e che è stato indagato solo in parte.

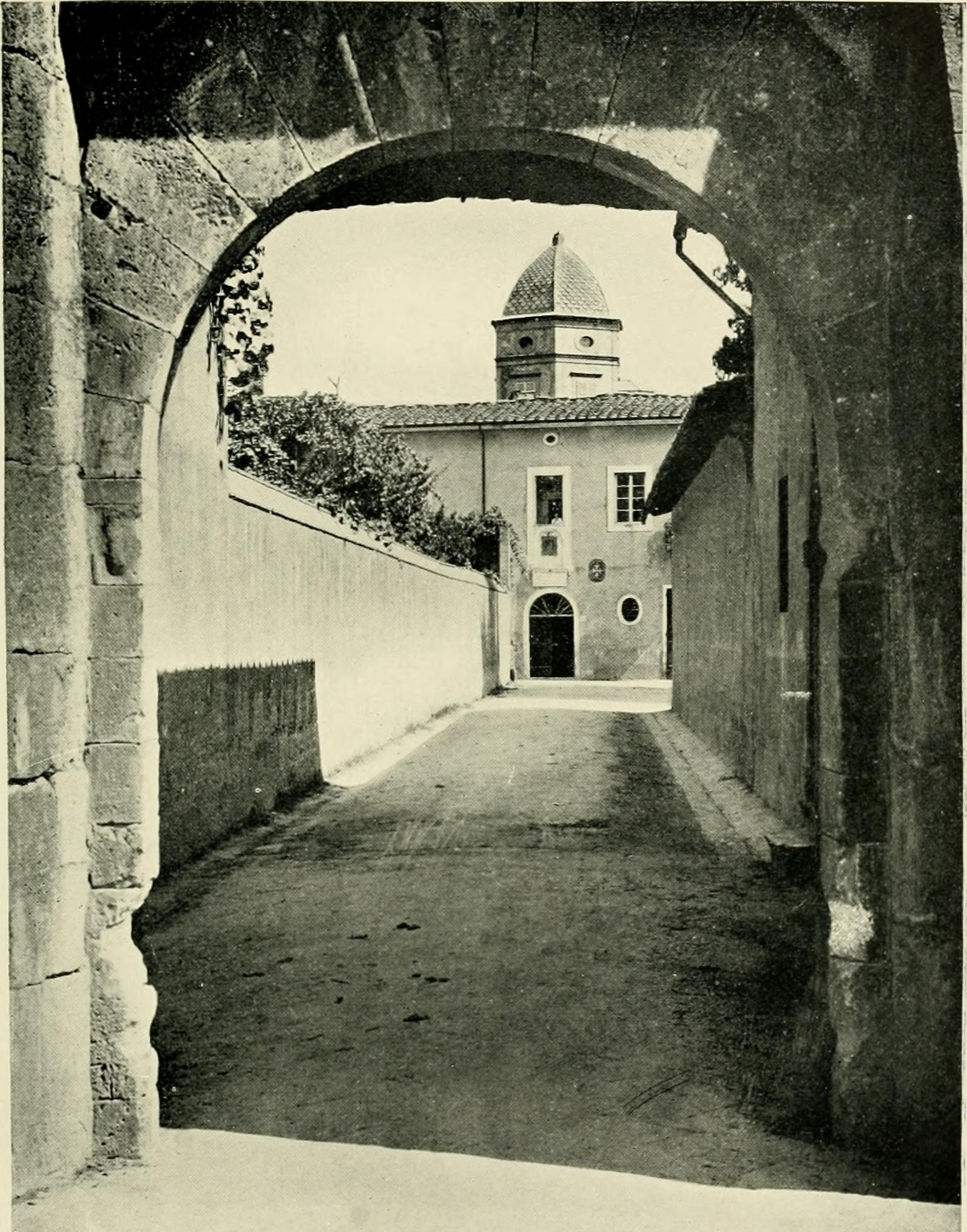
Interno della fortezza agli inizi del XX secolo. Si può notare il torrino che si affaccia sul lungarno.

In uno scarico di rifiuti relativo ad una fase di ristrutturazione sono stati rinvenuti vari reperti ceramici da tavola e da mensa che possono dare un'idea della vita quotidiana a metà Ottocento. Una presenza consistente di ceramiche di produzione inglese sembra testimoniare una larga diffusione di ceramiche la cui produzione iniziò proprio in Inghilterra attorno alla metà del Settecento e venne imitata solo successivamente in vari centri toscani. Un discreto numero di reperti è riferibile, invece, alle manifatture di Albisola, dove la produzione sembra iniziare poco prima della metà del Settecento ed è presente nei servizi da tavola almeno fino ai primi decenni dell'Ottocento. Anche in questo caso lo straordinario successo commerciale ha indotto a tentativi di imitazione nella stessa Toscana, spesso difficilmente riconoscibili se non per le caratteristiche dell'argilla.
All'inizio degli anni ‘30 del XX secolo, durante la realizzazione di Lungarno Fibonacci, l'edificio che scavalcava l'accesso al giardino venne abbattuto e l'aiuola venne obliterata con uno scarico di macerie. Il palazzo perse la sua destinazione abitativa e divenne sede della Regia Questura, mentre nel 1934 la Cassa di Risparmio di Pisa, in occasione del suo centenario, acquistò il vasto giardino all'interno del recinto della fortezza e lo donò alla cittadinanza.
Il lavatoio ottocentesco fu interrato e al suo posto si impiantò una vasca in cemento destinata all'alloggio di una caldaia a gasolio. Nel corso di queste ingenti ristrutturazioni venne realizzato anche l'impianto elettrico, come documenta un ambiente, individuato nella parte centro-occidentale del palazzo, interpretato come botola d'ispezione, dove erano alloggiate le puntazze di messa a terra per garantire la sicurezza dei circuiti elettrici.
Nell'agosto 1943, in seguito al bombardamento alleato su Pisa, il palazzo venne parzialmente distrutto: la parte orientale dell'edificio, il muro perimetrale, le strutture murarie che gli si appoggiano e gli ambienti da esse delimitati furono obliterati dai crolli.

### Il Secondo Dopoguerra (1950-1980)

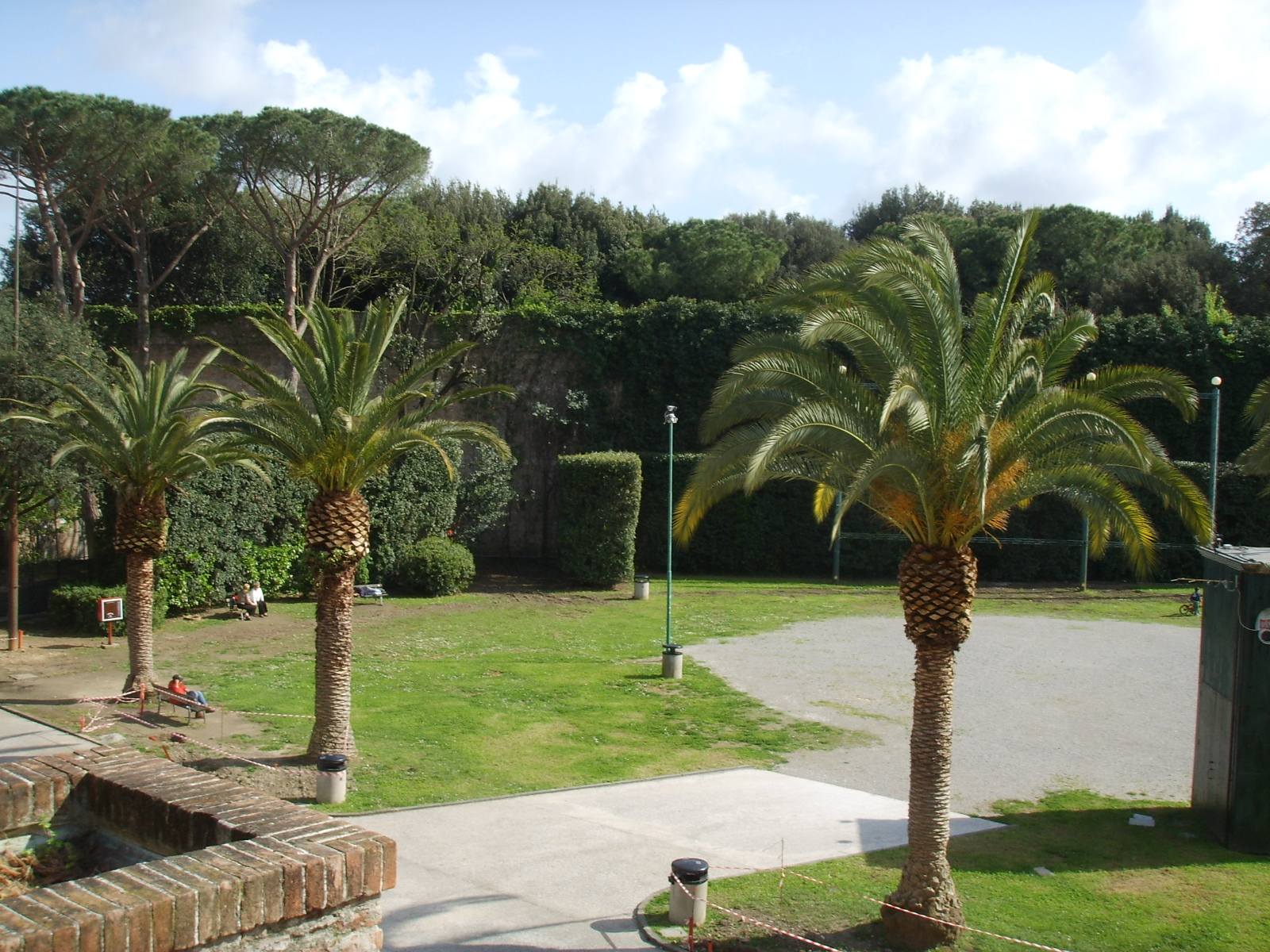
Il giardino

Dopo la guerra l'area fu bonificata e la parte ancora in piedi del palazzo fu riadattata per l'impianto dello stabilimento farmaceutico Nuovi Laboratori Farma Biagini S.p.A. (dimesso definitivamente alla fine degli anni '80 del Novecento). Al piano terra è stato possibile documentare alcune strutture pertinenti l'attività dell'azienda, in particolare quattro vasche di dimensioni differenti, comunicanti tra loro. Esse servivano per filtraggio o decantazione nella preparazione di farmaci, all'esterno dell'edificio, a sud e ad est, furono realizzati una serie di pozzi di scarico delle acque nere. Il giardino fu risistemato con la creazione di una nuova aiuola e di canalette per il deflusso delle acque.
Dopo la chiusura dell'azienda farmaceutica l'area venne abbandonata. Il sito divenne una discarica e progressivamente venne ricoperta dalla vegetazione spontanea.
Con gli anni 2000 iniziarono i lavori di recupero della zona e si aprirono il cantiere edile e quello archeologico, il primo con il fine di riqualificare un'area dalle grandi potenzialità sociali, il secondo con l'intento di ricostruirne la storia e riconsegnarla al pubblico.

## Altre immagini

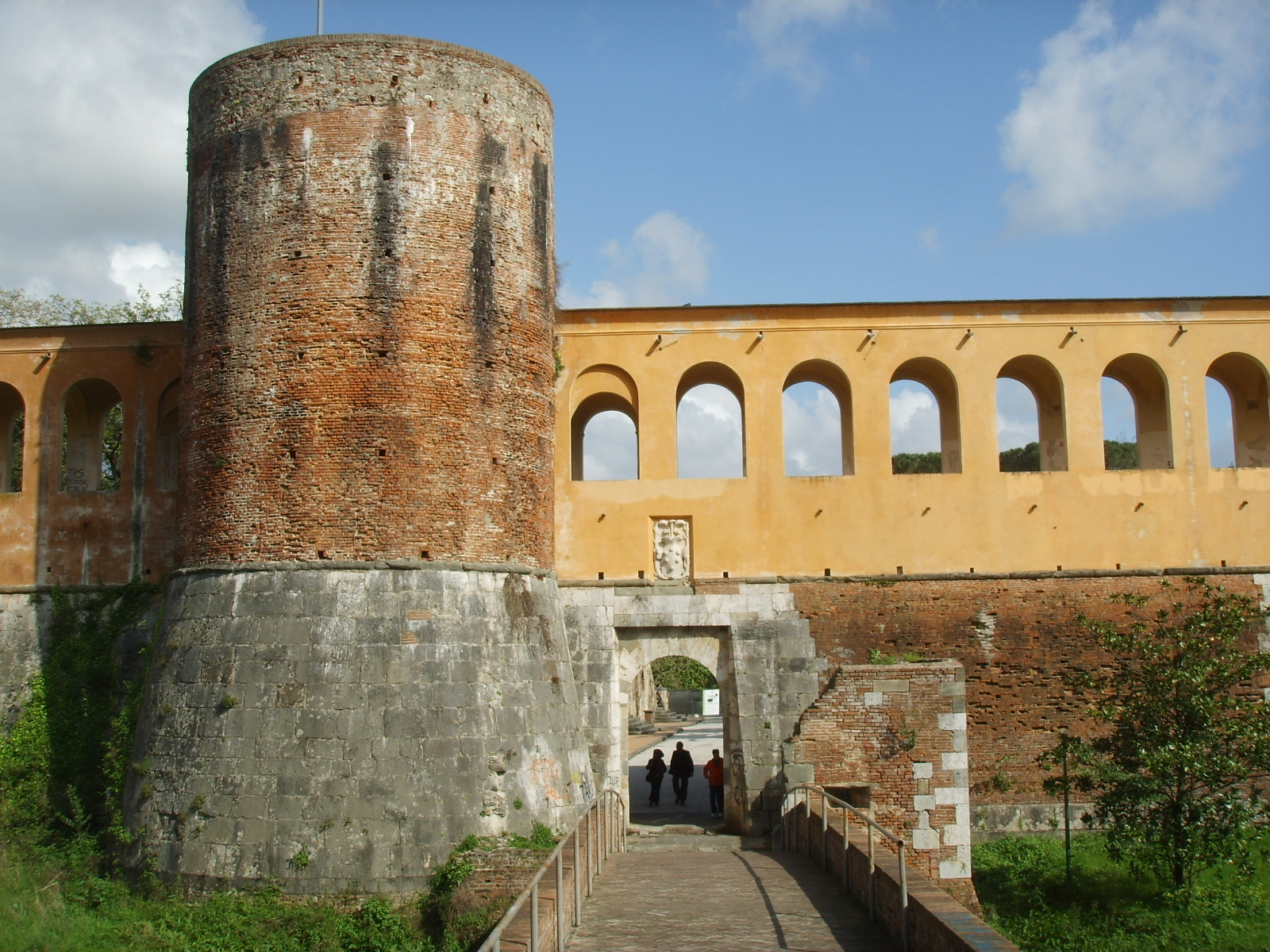
L'entrata occidentale e il ponte di accesso
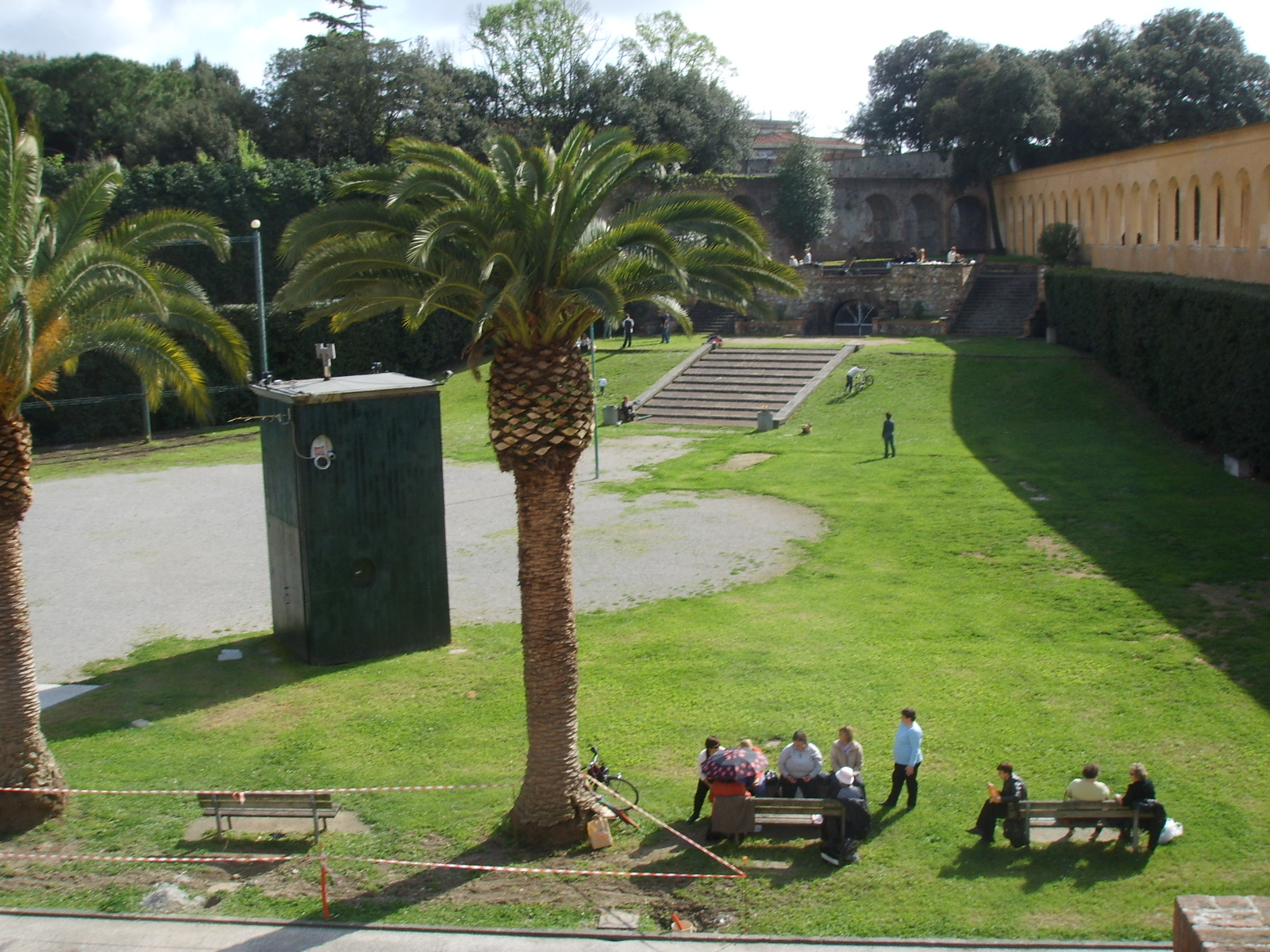
Anfiteatro naturale
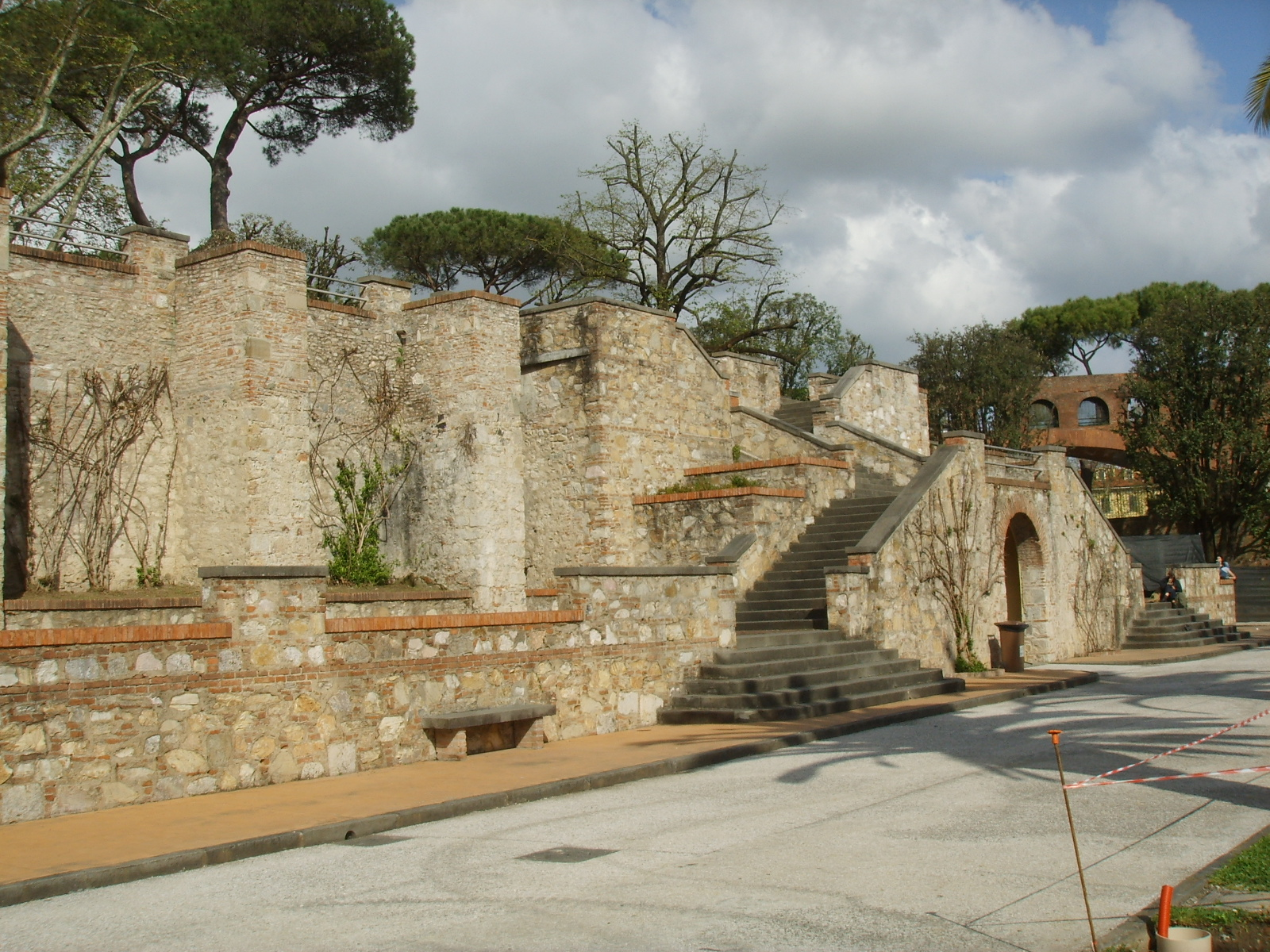
Scalinata
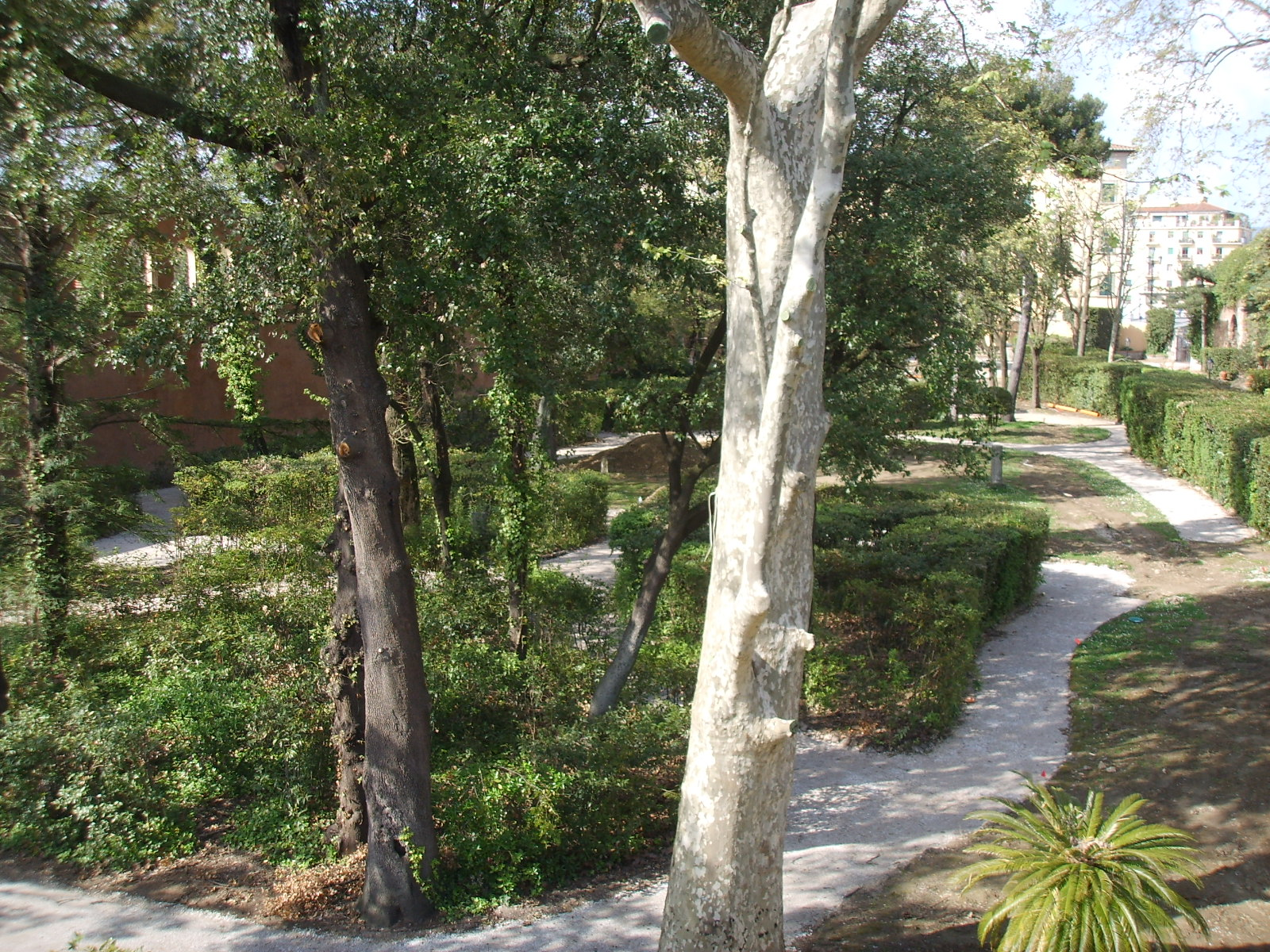
La parte del giardino in restauro (aprile 2008)
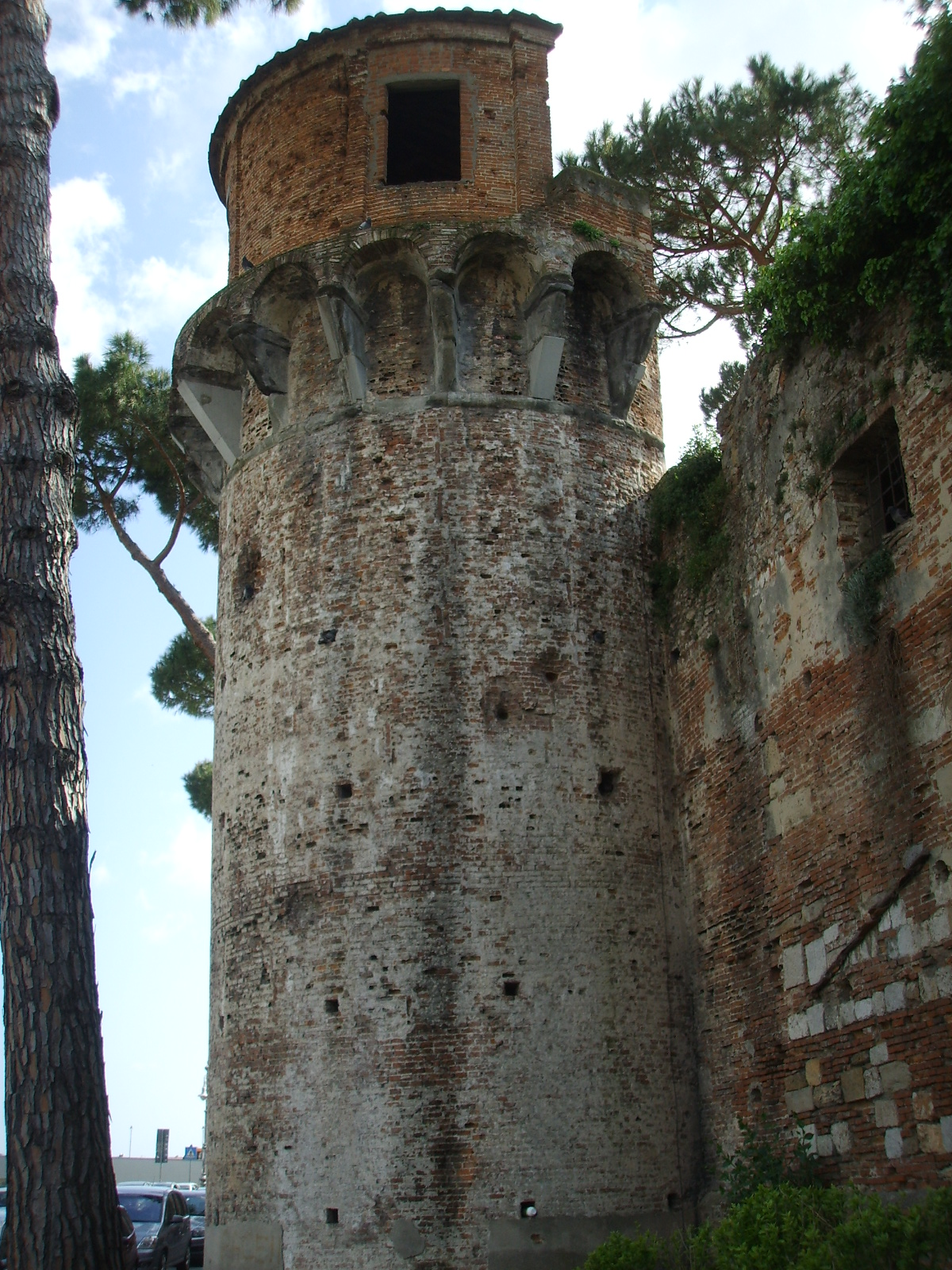
Torretta lato fiume
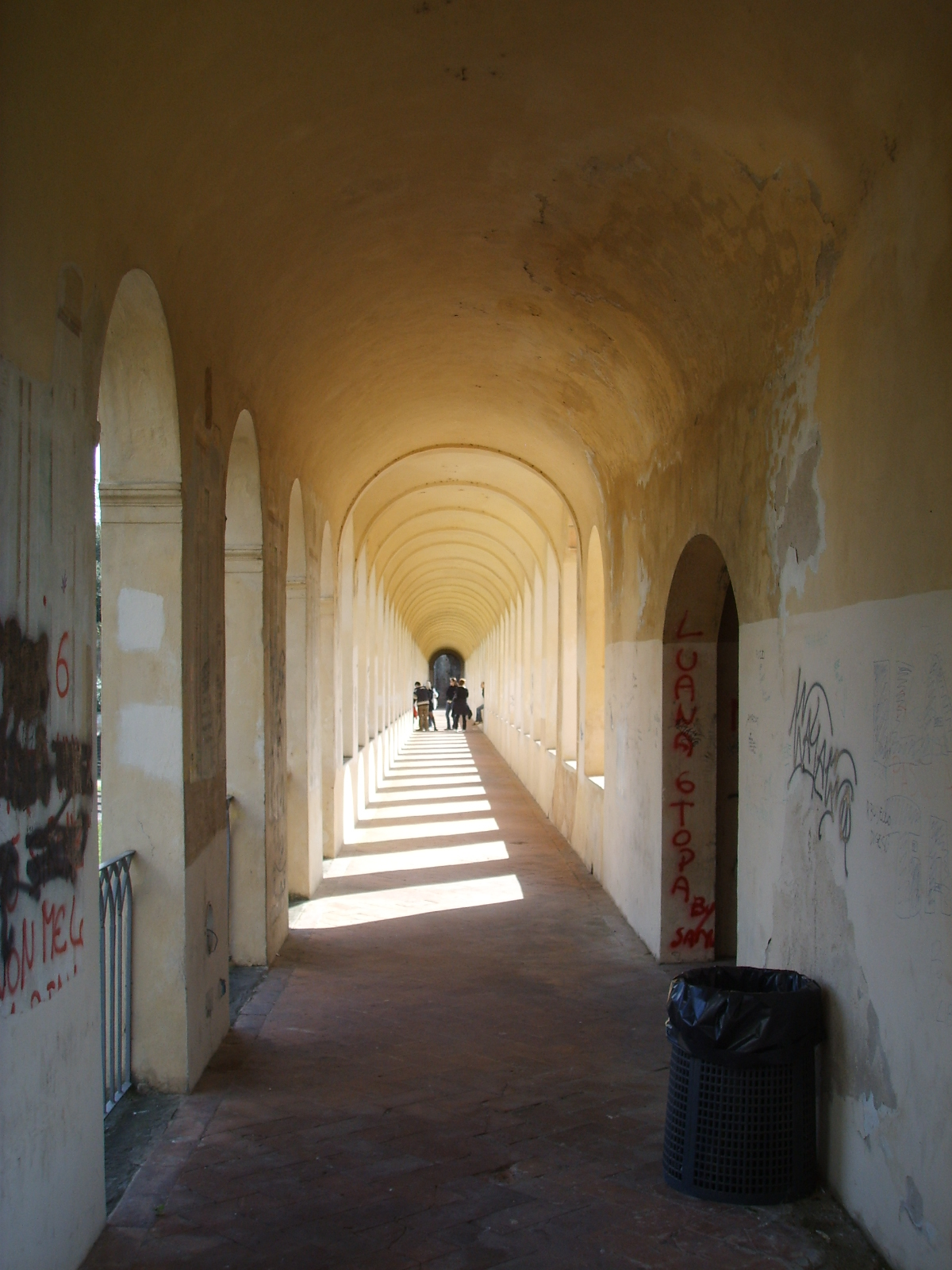
Interno del camminamento
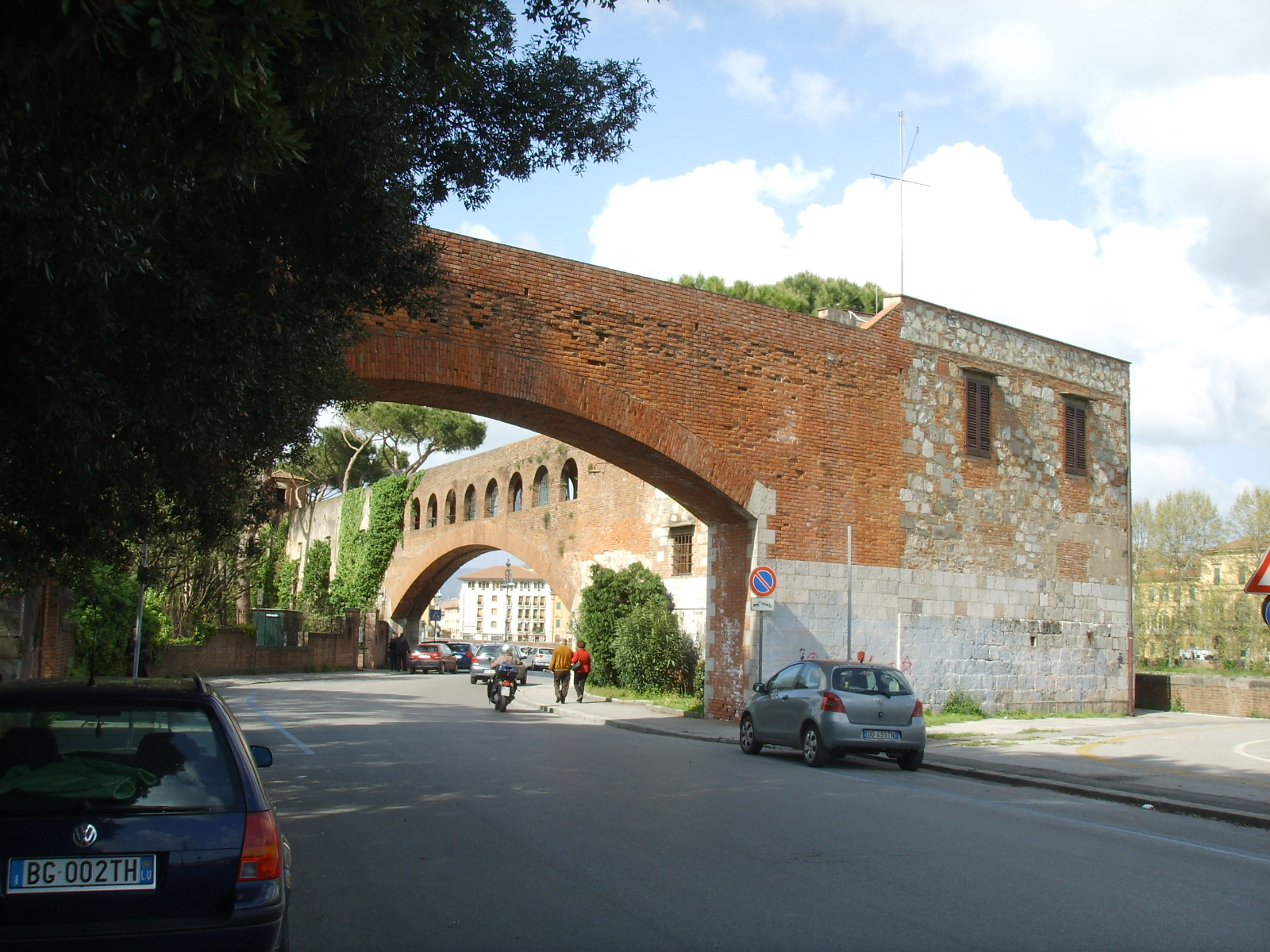
Passaggi ad arco lungo l'Arno
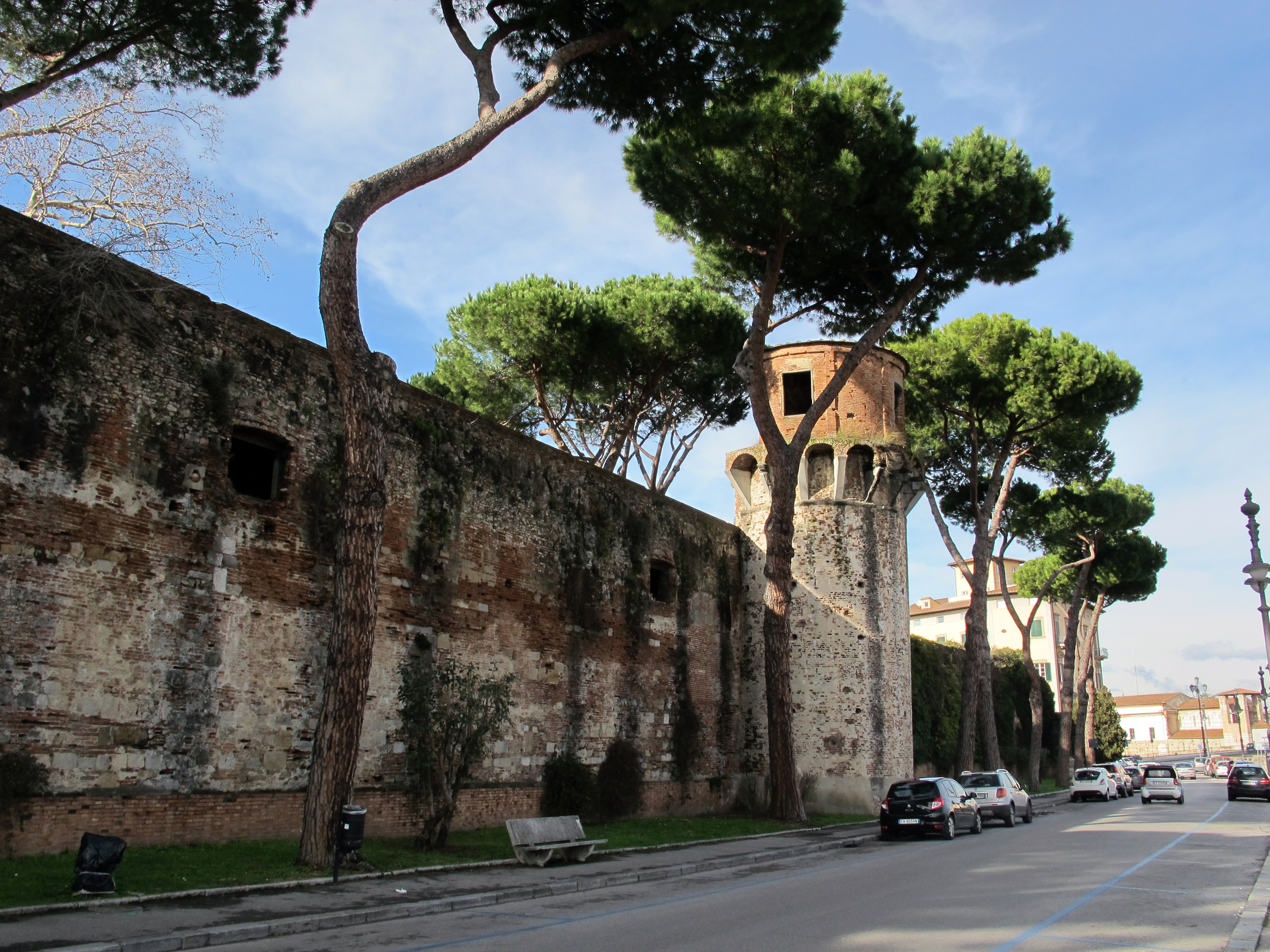
Prospetto esterno orientale
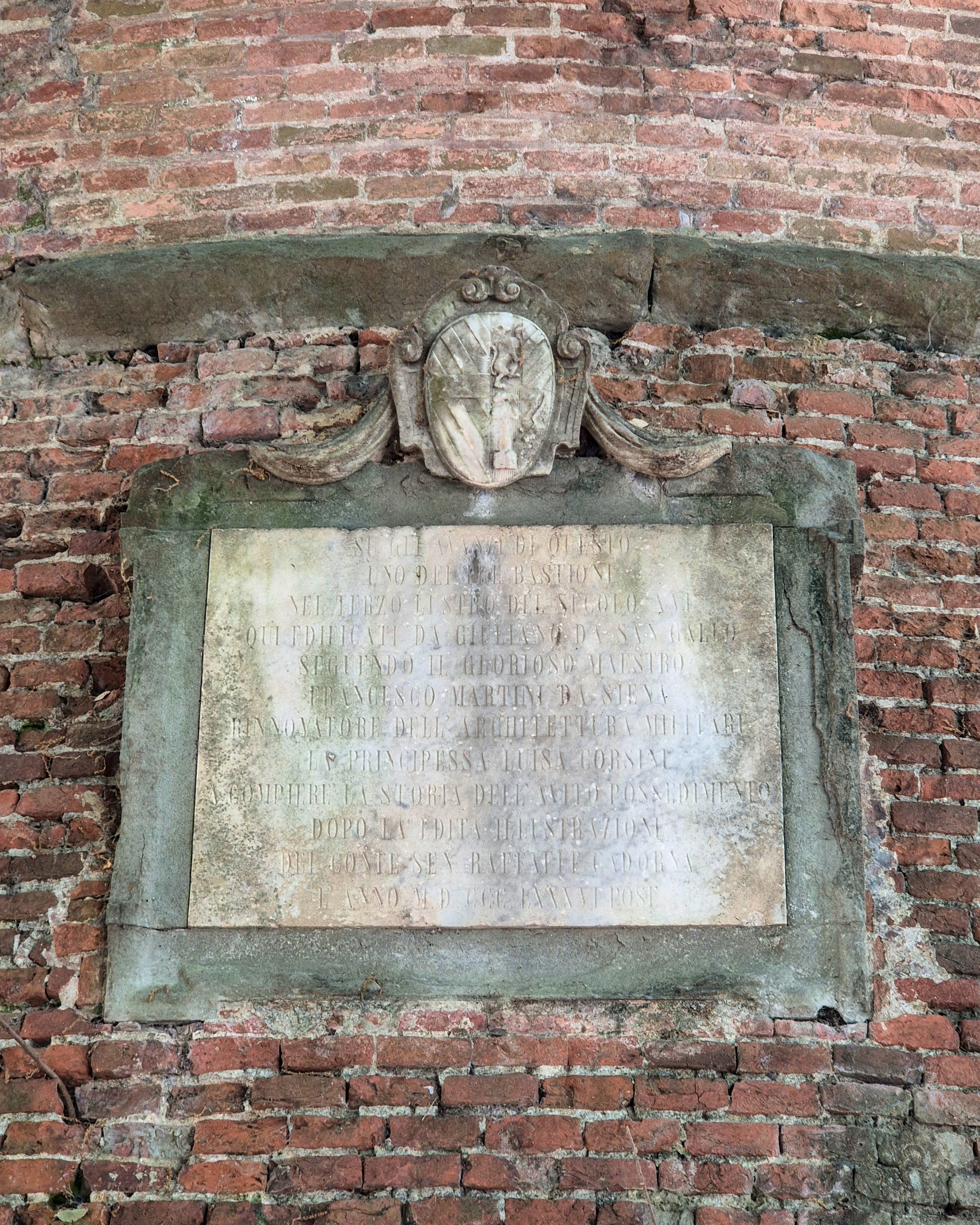
Lapide sul bastione esterno visibile da Piazza Giuseppe Toniolo